# Centroclisis feralis
Centroclisis feralis är en insektsart som först beskrevs av Walker 1853.  Centroclisis feralis ingår i släktet Centroclisis och familjen myrlejonsländor. Inga underarter finns listade i Catalogue of Life.